# Astragalus deterior
Astragalus deterior là một loài thực vật có hoa trong họ Đậu. Loài này được (Barneby) Barneby miêu tả khoa học đầu tiên.